# Alticopus
Alticopus es un género de coleópteros de la familia Anthribidae.

## Especies
Contiene las siguientes especies:
- Alticopus galeazzii Villa & Villa 1833